# Clavulinopsis semivestita
Clavulinopsis semivestita är en svampart som först beskrevs av Berk. & Broome, och fick sitt nu gällande namn av Corner 1950. Clavulinopsis semivestita ingår i släktet Clavulinopsis och familjen fingersvampar.   Inga underarter finns listade i Catalogue of Life.